# Tshawe Baqwa

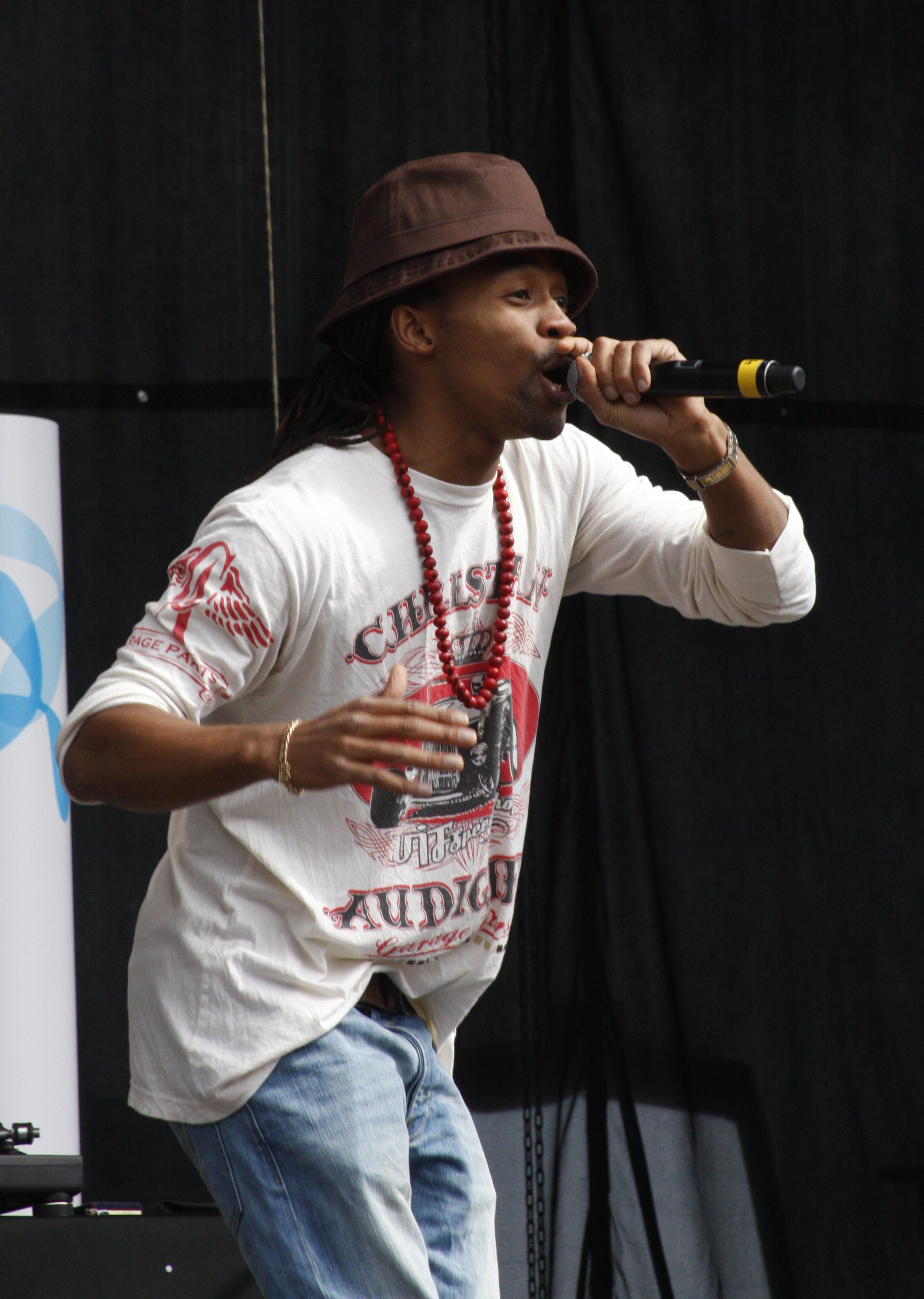
Tshawe Baqwa

Tshawe Baqwa (geboren in 1980), ook bekend onder de artiestennaam Kapricon, is een Noorse muzikant en presentator. Hij is, samen met Yosef Wolde-Mariam, lid van de hiphopgroep Madcon. 
Tshawe Baqwa werd geboren in Duitsland uit Zuid-Afrikaanse ouders. Hij won in 2007 het derde seizoen van de Noorse versie van Dancing with the Stars. Baqwa kreeg minder punten van de juryleden dan de andere finaliste, Mona Grudt, maar hij kreeg de meeste stemmen van het publiek.
- Gemeinsame Normdatei: 13758315X
- International Standard Name Identifier: 0000 0003 7191 2288
- MusicBrainz: 8a557601-0bd7-4e64-92bf-30528645064f
- Virtual International Authority File: 117149196514374792034